# Cómo nos reímos
Cómo nos reímos es un programa de archivo que emite La 2 en el cual se muestra la trayectoria de los mejores humoristas de España.

## Historia
Cómo nos reímos fue estrenado el 8 de diciembre de 2012, a las 22h00 en La 2, un programa dedicado a los grandes humoristas y su trabajo en programas de TVE. El espacio recupera los momentos más divertidos protagonizados por Martes y Trece, Faemino y Cansado, Gila, Tip y Coll, entre otros muchos cómicos y explora las conexiones entre éstos y su influencia en el humor.

## Equipo técnico
Dirección de Contenidos Generales de RTVE
Amalia Martínez de Velasco
Dirección de Originales de RTVE
Ana María Bordas
Dirección de Sociedad de TVE
Urbana Gil Martín
Producción ejecutiva
Carlos Jerónimo
Producción
Carmen Ortiz
Dirección y realización
Daniel Villasante
Guion
Leyre Gorostizaga, Daniel Manzano, Raúl de Andrés y Guillermo González Vallejo
Grafismos y cabecera
María Abril
Ambientación musical
Pablo Miyar, Yann Díez y Albert Batalla
Sonorización
Esther Más, Diego Arévalo y Jesús Negrón

## Audiencias
| Temporada | Temporada | Episodios | Estreno                  | Final                    | Audiencia    | Audiencia | Audiencia |
| Temporada | Temporada | Episodios | Estreno                  | Final                    | Espectadores | Cuota     |           |
| --------- | --------- | --------- | ------------------------ | ------------------------ | ------------ | --------- | --------- |
|           | 1         | 10        | 8 de diciembre de 2012   | 17 de mayo de 2013       | 617 000      | 3,4%      |           |
|           | 2         | 3         | 29 de septiembre de 2013 | 13 de octubre de 2013    | 604 000      | 3,0%      |           |
|           | 3         | 4         | 23 de diciembre de 2013  | 27 de diciembre de 2013  | 451 000      | 2,9%      |           |
|           | 4         | 10        | 16 de julio de 2014      | 18 de septiembre de 2014 | 636 000      | 4,4%      |           |
|           | 5         | 12        | 1 de octubre de 2019     | 17 de diciembre de 2019  | 533 000      | 3,1%      |           |
|           | 6         | 10        | 15 de octubre de 2020    | 24 de diciembre de 2020  | 625 000      | 3,8%      |           |
|           | 7         | 11        | 14 de octubre de 2021    | 24 de diciembre de 2021  | 534 000      | 3,6%      |           |
|           | 8         | 11        | 13 de octubre de 2022    | 24 de diciembre de 2022  | 461 000      | 3,3%      |           |
|           | 9         | 11        | 12 de octubre de 2023    | 24 de diciembre de 2023  | 409 000      | 3,5%      |           |
|           | 10        | 11        | 5 de octubre de 2024     | 28 de diciembre de 2024  | 402 000      | 3,7%      |           |
| Total     | Total     | 46        | 2012                     | -                        | 593 000      | 3,6%      |           |

### Primera temporada: 2012-2013
| N.º (serie) | N.º (temp.) | Título                        | Director(es)      | Fecha de emisión        | Audiencia      |
| ----------- | ----------- | ----------------------------- | ----------------- | ----------------------- | -------------- |
| 1           | 1           | «Martes y Trece»              | Daniel Villasante | 8 de diciembre de 2012  | 913 000 (5,4%) |
| 2           | 2           | «Faemino y Cansado»           | Daniel Villasante | 15 de diciembre de 2012 | 607 000 (3,6%) |
| 3           | 3           | «Gila»                        | Daniel Villasante | 22 de diciembre de 2012 | 978 000 (5,9%) |
| 4           | 4           | «Tip y Coll»                  | Daniel Villasante | 29 de diciembre de 2012 | 836 000 (4,8%) |
| 5           | 5           | «Lo mejor de Cómo nos reímos» | Daniel Villasante | 6 de enero de 2013      | 674 000 (3,4%) |
| 6           | 6           | «Muchachada Nui. Capítulo 1»  | Daniel Villasante | 15 de marzo de 2013     | 285 000 (1,5%) |
| 7           | 7           | «Muchachada Nui. Capítulo 2»  | Daniel Villasante | 22 de marzo de 2013     | 226 000 (1,2%) |
| 8           | 8           | «Muchachada Nui. Capítulo 3»  | Daniel Villasante | 5 de abril de 2013      | 212 000 (1,2%) |
| 9           | 9           | «Cruz y Raya»                 | Daniel Villasante | 10 de mayo de 2013      | 617 000 (3,4%) |
| 10          | 10          | «Eugenio»                     | Daniel Villasante | 17 de mayo de 2013      | 830 000 (4,0%) |

### Segunda temporada: 2013
| N.º (serie) | N.º (temp.) | Título                      | Director(es)      | Fecha de emisión         | Audiencia      |
| ----------- | ----------- | --------------------------- | ----------------- | ------------------------ | -------------- |
| 11          | 1           | «Los Morancos»              | Daniel Villasante | 29 de septiembre de 2013 | 628 000 (3,2%) |
| 12          | 2           | «Chiquito de la Calzada»    | Daniel Villasante | 6 de octubre de 2013     | 637 000 (3,2%) |
| 13          | 3           | «Martes y Trece. 2.ª parte» | Daniel Villasante | 13 de octubre de 2013    | 549 000 (2,8%) |

### Tercera temporada: 2013
| N.º (serie) | N.º (temp.) | Título             | Director(es)      | Fecha de emisión        | Audiencia      |
| ----------- | ----------- | ------------------ | ----------------- | ----------------------- | -------------- |
| 14          | 1           | «España Cañí»      | Daniel Villasante | 23 de diciembre de 2013 | 411 000 (2,8%) |
| 15          | 2           | «Humor navideño»   | Daniel Villasante | 25 de diciembre de 2013 | 693 000 (4,2%) |
| 16          | 3           | «Un, dos, tres...» | Daniel Villasante | 26 de diciembre de 2013 | 375 000 (2,5%) |
| 17          | 4           | «Los clásicos»     | Daniel Villasante | 27 de diciembre de 2013 | 326 000 (2,1%) |

### Cuarta temporada: 2014
| N.º (serie) | N.º (temp.) | Título                               | Director(es)      | Fecha de emisión         | Audiencia      |
| ----------- | ----------- | ------------------------------------ | ----------------- | ------------------------ | -------------- |
| 15          | 1           | «Eugenio. Capítulo 2»                | Daniel Villasante | 16 de julio de 2014      | 922 000 (6,5%) |
| 16          | 2           | «Cruz y Raya. Capítulo 2»            | Daniel Villasante | 23 de julio de 2014      | 578 000 (4,0%) |
| 17          | 3           | «Chiquito de la Calzada. Capítulo 2» | Daniel Villasante | 30 de julio de 2014      | 738 000 (5,5%) |
| 18          | 4           | «Los Morancos. Capítulo 2»           | Daniel Villasante | 6 de agosto de 2014      | 692 000 (5,4%) |
| 19          | 5           | «Tip y Coll. Capítulo 2»             | Daniel Villasante | 13 de agosto de 2014     | 519 000 (4,2%) |
| 20          | 6           | «Muchachada Nui. Capítulo 4»         | Daniel Villasante | 20 de agosto de 2014     | 391 000 (3,0%) |
| 21          | 7           | «Las cómicas»                        | Daniel Villasante | 27 de agosto de 2014     | 783 000 (5,7%) |
| 22          | 8           | «Ni en vivo ni en directo»           | Daniel Villasante | 4 de septiembre de 2014  | 544 000 (3,3%) |
| 23          | 9           | «Dando la nota»                      | Daniel Villasante | 11 de septiembre de 2014 | 642 000 (3,7%) |
| 24          | 10          | «La Trinca»                          | Daniel Villasante | 18 de septiembre de 2014 | 556 000 (3,0%) |

### Quinta temporada: 2019
| N.º (serie) | N.º (temp.) | Título                              | Director(es)      | Fecha de emisión        | Audiencia      |
| ----------- | ----------- | ----------------------------------- | ----------------- | ----------------------- | -------------- |
| 25          | 1           | «El genio de Eugenio»               | Daniel Villasante | 1 de octubre de 2019    | 779 000 (4,6%) |
| 26          | 2           | «Humor olímpico»                    | Daniel Villasante | 8 de octubre de 2019    | 533 000 (3,3%) |
| 27          | 3           | «Chiquito de la Calzada. 2.ª parte» | Daniel Villasante | 15 de octubre de 2019   | 456 000 (2,5%) |
| 28          | 4           | «Humor en Stereo»                   | Daniel Villasante | 22 de octubre de 2019   | 464 000 (2,7%) |
| 29          | 5           | «Monólogos - El club de la comedia» | Daniel Villasante | 29 de octubre de 2019   | 403 000 (2,4%) |
| 30          | 6           | «Viéndonos»                         | Daniel Villasante | 5 de noviembre de 2019  | 450 000 (2,6%) |
| 31          | 7           | «¡Viva Gila!»                       | Daniel Villasante | 12 de noviembre de 2019 | 754 000 (4,2%) |
| 32          | 8           | «Piniclulas y flims»                | Daniel Villasante | 19 de noviembre de 2019 | 411 000 (2,3%) |
| 33          | 9           | «Dando la nota 2»                   | Daniel Villasante | 26 de noviembre de 2019 | 548 000 (3,2%) |
| 34          | 10          | «Dúos cómicos»                      | Daniel Villasante | 3 de diciembre de 2019  | 483 000 (2,8%) |
| 35          | 11          | «Splungeces»                        | Daniel Villasante | 10 de diciembre de 2019 | 538 000 (3,1%) |
| 36          | 12          | «Navidad»                           | Daniel Villasante | 17 de diciembre de 2019 | 575 000 (3,4%) |

### Sexta temporada: 2020
| N.º (serie) | N.º (temp.) | Título                           | Director(es)      | Fecha de emisión        | Audiencia        |
| ----------- | ----------- | -------------------------------- | ----------------- | ----------------------- | ---------------- |
| 37          | 1           | «I love chistes»                 | Daniel Villasante | 15 de octubre de 2020   | 602 000 (3,7%)   |
| 38          | 2           | «El retonno»                     | Daniel Villasante | 22 de octubre de 2020   | 522 000 (3,1%)   |
| 39          | 3           | «Días de publi»                  | Daniel Villasante | 29 de octubre de 2020   | 478 000 (2,8%)   |
| 40          | 4           | «Humor entre Goyas»              | Daniel Villasante | 5 de noviembre de 2020  | 640 000 (3,7%)   |
| 41          | 5           | «Orgullo del tercer mundo»       | Daniel Villasante | 19 de noviembre de 2020 | 464 000 (2,8%)   |
| 42          | 6           | «José Mota»                      | Daniel Villasante | 26 de noviembre de 2020 | 577 000 (3,3%)   |
| 43          | 7           | «Lo que necesitas es humor/amor» | Daniel Villasante | 3 de diciembre de 2020  | 642 000 (3,7%)   |
| 44          | 8           | «Tricicle»                       | Daniel Villasante | 10 de diciembre de 2020 | 558 000 (3,2%)   |
| 45          | 9           | «Oído cocina»                    | Daniel Villasante | 17 de diciembre de 2020 | 665 000 (3,9%)   |
| 46          | 10          | «Los increíbles del humor»       | Daniel Villasante | 24 de diciembre de 2020 | 1 098 000 (7,4%) |

### Séptima temporada: 2021
| N.º (serie) | N.º (temp.) | Título                                   | Director(es)      | Fecha de emisión        | Audiencia      |
| ----------- | ----------- | ---------------------------------------- | ----------------- | ----------------------- | -------------- |
| 47          | 1           | «¡Vaya par!»                             | Daniel Villasante | 14 de octubre de 2021   | 593 000 (4,0%) |
| 48          | 2           | «Kilómetros de humor»                    | Daniel Villasante | 21 de octubre de 2021   | 590 000 (3,9%) |
| 49          | 3           | «Teledelirio»                            | Daniel Villasante | 28 de octubre de 2021   | 481 000 (3,1%) |
| 50          | 4           | «Alta fidelidad»                         | Daniel Villasante | 4 de noviembre de 2021  | 589 000 (3,8%) |
| 51          | 5           | «¡Viva Chiquito!»                        | Daniel Villasante | 11 de noviembre de 2021 | 423 000 (2,6%) |
| 52          | 6           | «Risoterapia»                            | Daniel Villasante | 18 de noviembre de 2021 | 487 000 (3,2%) |
| 53          | 7           | «Sopa de chistes»                        | Daniel Villasante | 25 de noviembre de 2021 | 575 000 (3,6%) |
| 54          | 8           | «Políticamente incorrecto»               | Daniel Villasante | 2 de diciembre de 2021  | 523 000 (3,4%) |
| 55          | 9           | «Tricicle – chooof»                      | Daniel Villasante | 9 de diciembre de 2021  | 374 000 (2,4%) |
| 56          | 10          | «Pequehumor»                             | Daniel Villasante | 16 de diciembre de 2021 | 483 000 (3,2%) |
| 57          | 11          | «Humor-Pedia: La enciclopedia del humor» | Daniel Villasante | 24 de diciembre de 2021 | 751 000 (6,1%) |

### Octava temporada: 2022
| N.º (serie) | N.º (temp.) | Título                       | Director(es)      | Fecha de emisión        | Audiencia      |
| ----------- | ----------- | ---------------------------- | ----------------- | ----------------------- | -------------- |
| 58          | 1           | «Diga melón»                 | Daniel Villasante | 13 de octubre de 2022   | 553 000 (3,9%) |
| 59          | 2           | «Dos rombos»                 | Daniel Villasante | 20 de octubre de 2022   | 497 000 (3,5%) |
| 59          | 3           | «Martes y 13 eran tres»      | Daniel Villasante | 27 de octubre de 2022   | 413 000 (3,0%) |
| 60          | 4           | «La caja ton ta»             | Daniel Villasante | 3 de noviembre de 2022  | 455 000 (3,1%) |
| 61          | 5           | «Odisea: El debut»           | Daniel Villasante | 10 de noviembre de 2022 | 408 000 (2,9%) |
| 62          | 6           | «Jimenez & Jimenez»          | Daniel Villasante | 17 de noviembre de 2022 | 278 000 (2,0%) |
| 63          | 7           | «Goles son humores»          | Daniel Villasante | 25 de noviembre de 2022 | 406 000 (2,8%) |
| 64          | 8           | «Ley & orden»                | Daniel Villasante | 1 de diciembre de 2022  | 606 000 (4,0%) |
| 65          | 9           | «Jurga flamenca»             | Daniel Villasante | 8 de diciembre de 2022  | 474 000 (3,3%) |
| 66          | 10          | «La chistera»                | Daniel Villasante | 16 de diciembre de 2022 | 480 000 (3,4%) |
| 67          | 11          | «Feliz humor, Feliz Navidad» | Daniel Villasante | 24 de diciembre de 2022 | 498 000 (4,9%) |

### Novena temporada: 2023
| N.º (serie) | N.º (temp.) | Título                 | Director(es) | Fecha de emisión        | Audiencia      |
| ----------- | ----------- | ---------------------- | ------------ | ----------------------- | -------------- |
| 68          | 1           | «Play back»            | —            | 12 de octubre de 2023   | 420 000 (3,6%) |
| 69          | 2           | «La cara B de Eugenio» | —            | 19 de octubre de 2023   | 552 000 (4,4%) |
| 79          | 3           | «Habemus risas»        | —            | 26 de octubre de 2023   | 367 000 (3,1%) |
| 80          | 4           | «Movierisas»           | —            | 3 de noviembre de 2023  | 353 000 (2,9%) |
| 81          | 5           | «Leo Harlem»           | —            | 9 de noviembre de 2023  | 347 000 (2,7%) |
| 82          | 6           | «Gastro risas»         | —            | 16 de noviembre de 2023 | 306 000 (2,4%) |
| 83          | 7           | «Humor sapiens»        | —            | 23 de noviembre de 2023 | 298 000 (2,4%) |
| 84          | 8           | «Equipo Ja»            | —            | 30 de noviembre de 2023 | 369 000 (3,0%) |
| 85          | 9           | «Equipo Ja»            | —            | 7 de diciembre de 2023  | 356 000 (2,8%) |
| 86          | 10          | «El show de Flo»       | —            | 14 de diciembre de 2023 | 309 000 (2,3%) |
| 87          | 11          | «El trono del humor»   | —            | 24 de diciembre de 2023 | 819 000 (8,9%) |

### Décima temporada: 2024
| N.º (serie) | N.º (temp.) | Título                         | Director(es) | Fecha de emisión        | Audiencia      |
| ----------- | ----------- | ------------------------------ | ------------ | ----------------------- | -------------- |
| 69          | 1           | «Friends»                      | —            | 5 de octubre de 2024    | 306 000 (2,9%) |
| 70          | 2           | «Josema Yuste»                 | —            | 12 de octubre de 2024   | 279 000 (2,4%) |
| 71          | 3           | «Millán Salcedo»               | —            | 19 de octubre de 2024   | 351 000 (3,3%) |
| 72          | 4           | «Todo Arévalo»                 | —            | 2 de noviembre de 2024  | 372 000 (3,2%) |
| 73          | 5           | «100»                          | —            | 9 de noviembre de 2024  | 335 000 (3,0%) |
| 74          | 6           | «El hombre de negro»           | —            | 16 de noviembre de 2024 | 473 000 (4,3%) |
| 75          | 7           | «Las cosas de Pepe de la Rosa» | —            | 23 de noviembre de 2024 | 436 000 (3,8%) |
| 76          | 8           | «Muertos de risa»              | —            | 30 de noviembre de 2024 | 388 000 (3,6%) |
| 77          | 9           | «M&M's: Maridos y mujeres»     | —            | 21 de diciembre de 2024 | 426 000 (3,6%) |
| 78          | 10          | «La casa del humor»            | —            | 24 de diciembre de 2024 | 528 000 (5,7%) |
| 79          | 11          | «Lo rural»                     | —            | 28 de diciembre de 2024 | 526 000 (4,9%) |

### Fuera de temporada
- Faemino y Cansado II (29 de diciembre de 2014).
- Celebrities (20 de diciembre de 2014).
- Eugenio II (23 de julio de 2015).